# Bryan Gaul
Bryan Gaul (Naperville, 10 augustus 1989) is een Amerikaans voetballer. In 2015 tekende hij een contract bij Saint Louis FC uit de USL.

## Clubcarrière
Gaul werd door Los Angeles Galaxy als negentiende geselecteerd in de MLS Supplemental Draft 2012. Hij maakte zijn debuut voor Los Angeles op 2 mei 2012 tegen Seattle Sounders.  Op 26 juli 2013 werd bekend dat Gaul samen met ploeggenoot Kenney Walker uitgeleend zouden worden aan Fort Lauderdale Strikers. Op 22 augustus vertrok Gaul alweer bij Fort Lauderdale. Vervolgens werd hij uitgeleend aan Carolina RailHawks
Op 28 februari 2014 maakte LA Galaxy bekend niet verder te gaan met Gaul. Op 20 januari 2015 werd bekendgemaakt dat Gaul had getekend bij Saint Louis FC uit de USL.